# Estación de Tadim
La Estación Ferroviaria de Tadim, igualmente conocida como Estación de Tadim, es una plataforma del Ramal de Braga, que sirve a la localidad de Tadim, en el Ayuntamiento de Braga, en Portugal.

## Características
Se encuentra en frente de la Avenida de la Estación, en la localidad de Tadim.
En el año de 2010, presentaba 2 vías de circulación, ambas con 301 metros de longitud; las dos plataformas poseían ambas 301 metros de extensión y 90 centímetros de altura.
En agosto de 2010, esta plataforma era utilizada apenas por convoyes Urbanos de la división de Urbanos de Porto de la empresa Comboios de Portugal.

## Historia
El Ramal de Braga abrió a la explotación en 1875. La estación fue modernizada en 2002, siendo el antiguo edificio dejado sin ninguna utilidad; en octubre de 2009, la Coalición Juntos por Tadim criticó el estado de degradación en que el edificio se encontraba, y defendió su rehabilitación y aprovechamiento para otros usos.